# Blanchard (Missouri)
Blanchard – jednostka osadnicza w Stanach Zjednoczonych, w stanie Missouri, w hrabstwie Atchison.